# Semitski jezici
Semitski jezici su potporodica afrazijske jezične natporodice koja obuhvaća 78 jezika (po ranijim klasifikacijama 74, odnosno 77) koji su se po pretpostavci mnogih jezikoslovaca razvili iz zajedničkog prajezika. Po legendi Semiti su narod koji je nastao iz loze Noina sina Šema i karakterizira ih sličnost u samom nastanku jezika. Upravo te sličnosti (fonetske, morfološke i posebno leksičke) navele su znanstvenike da počnu razmišljati o postojanju jednog zajednickog korijena.
U početku se smatralo da su semitski jezici zasebna velika skupina jezika, ali se kasnije utvrdilo da su to u stvari jezici koji pripadaju jednoj još većoj grupi jezika, hamitsko-semitskoj, koja se u novije vrijeme naziva afrazijska grupa jezika. Ova grupa se dijeli na šest ogranaka: semitski ogranak, berbero-libijski ogranak, egipatski ogranak, kušitski ogranak, čadski ogranak i omotski.

## Klasifikacija
Semitski (78) 
A) središnji (57) Irak, Izrael, Gruzija, Sirija, Iran: 
a) Aramejski (19): 
a1. istočni (17): talmudski aramejski, bijil neoaramejski, bohtan neoaramejski, hulaulá, hértevin, kildani (novokaldejski), klasični mandejski (†), koy sanjaq surat, lishán didán, lishana aturaya, lishana deni, lishana didán, mandi, mlahsö, senaya, sirski, turoyo.
a2. zapadni (2): samarijanski aramejski, zapadni novoaramejski (maalula)
b) Južni (38):
b1) Arapski jezici (35) Arapski poluotok, sjeverna Afrika: arapski (33 različitih arapskih jezika), hassaniyya, malteški.
b2) Kanaanski jezici ili kanaanitski (3) Izrael, Palestina: starohebrejski (†), hebrejski, samarijanski hebrejski.
B) južni (21), 
b1) etiopski (15 jezika; prije 14 poznatih priznatih jezika): 
a. sjeverni  (3) Etiopija, Eritreja: geez (†), tigré, tigrigna.
b. južni (12) Etiopija: amharski (etiopski), argobba, gafat, harari, inor, kistane, mesmes, mesqan, sebat bet gurage, silt'e, zay. Novopriznati jezik: wolane [wle]
b2) južnoarapski (6 jezika) Jemen, Oman: bathari, harsusi, hobyót, mehri, shehri, sokotranski (soqotri).

## Vanjske poveznice
- Tree for Semitic[neaktivna poveznica]